# Jaguar
|  | Per a altres significats, vegeu «Jaguar (empresa)». |

El jaguar (Panthera onca) és una espècie de mamífer carnívor de la família dels fèlids. Es tracta de l'únic representant del gènere Panthera originari de les Amèriques. Així mateix, és el fèlid més gros del Nou Món i el tercer més gros del planeta. El seu pelatge característic es compon d'una base de color groc pàl·lid a torrat coberta de taques que donen pas a rosasses als flancs, encara que hi ha individus que tenen el pelatge negre (melanisme). La mossegada potent del jaguar li permet foradar la cuirassa de les tortugues i facilita una manera peculiar de donar mort a les preses: esclafa el crani d'altres mamífers amb una mossegada entre les orelles que arriba directament al cervell.
La seva distribució actual va des del sud-oest dels Estats Units i Mèxic, a Nord-amèrica, fins al Paraguai i el nord de l'Argentina, a Sud-amèrica, passant per bona part de Centreamèrica. Malgrat que encara en queden alguns exemplars a l'oest dels Estats Units, fou pràcticament extirpat d'aquest país a principis del segle xx. Les seves poblacions estan en declivi i apareix com a espècie gairebé amenaçada a la Llista Vermella de la UICN. Les amenaces per a la seva supervivència inclouen la destrucció i la fragmentació del seu hàbitat.
El jaguar és el tercer fèlid més gros del món, després del tigre i el lleó, i el més gros i potent del Nou Món. Aquest fèlid tacat s'assembla especialment al lleopard, tot i que sol ser més gros i amb una constitució més robusta i les seves característiques comportamentals i d'hàbitat són més similars a les del tigre. Tot i que el seu hàbitat preferit és la selva pluvial, el jaguar pot habitar a una varietat de terrenys boscosos i oberts. Està fermament associat a la presència d'aigua i destaca, juntament amb el tigre, per ser un fèlid a qui li agrada nedar. El jaguar és un predador majoritàriament solitari, que para emboscades i que és oportunista a l'hora de triar les preses. També és un depredador alfa i clau i té un paper important per estabilitzar ecosistemes i regular-hi les poblacions d'espècies presa. El jaguar té una mossegada excepcionalment potent, fins i tot en comparació amb altres grans fèlids. Això li permet perforar les closques dels rèptils cuirassats i utilitzar un mètode de matar poc habitual: ataca directament el crani de la presa entre les orelles per fer una mossegada fatal al cervell.
El jaguar és una espècie gairebé amenaçada i els seus nombres estan en declivi. Les amenaces inclouen la pèrdua i la fragmentació de l'hàbitat. Tot i que el comerç internacional de jaguars o les seves parts està prohibit, aquest fèlid és mort regularment pels humans, especialment en conflictes amb ranxers i grangers de Sud-amèrica. Tot i que ha estat reduïda, la seva distribució geogràfica continua sent gran; gràcies a la seva distribució històrica, el jaguar ha tingut un paper prominent a la mitologia de nombroses cultures indígenes americanes, incloent-hi els maies i els asteques.

## Etimologia

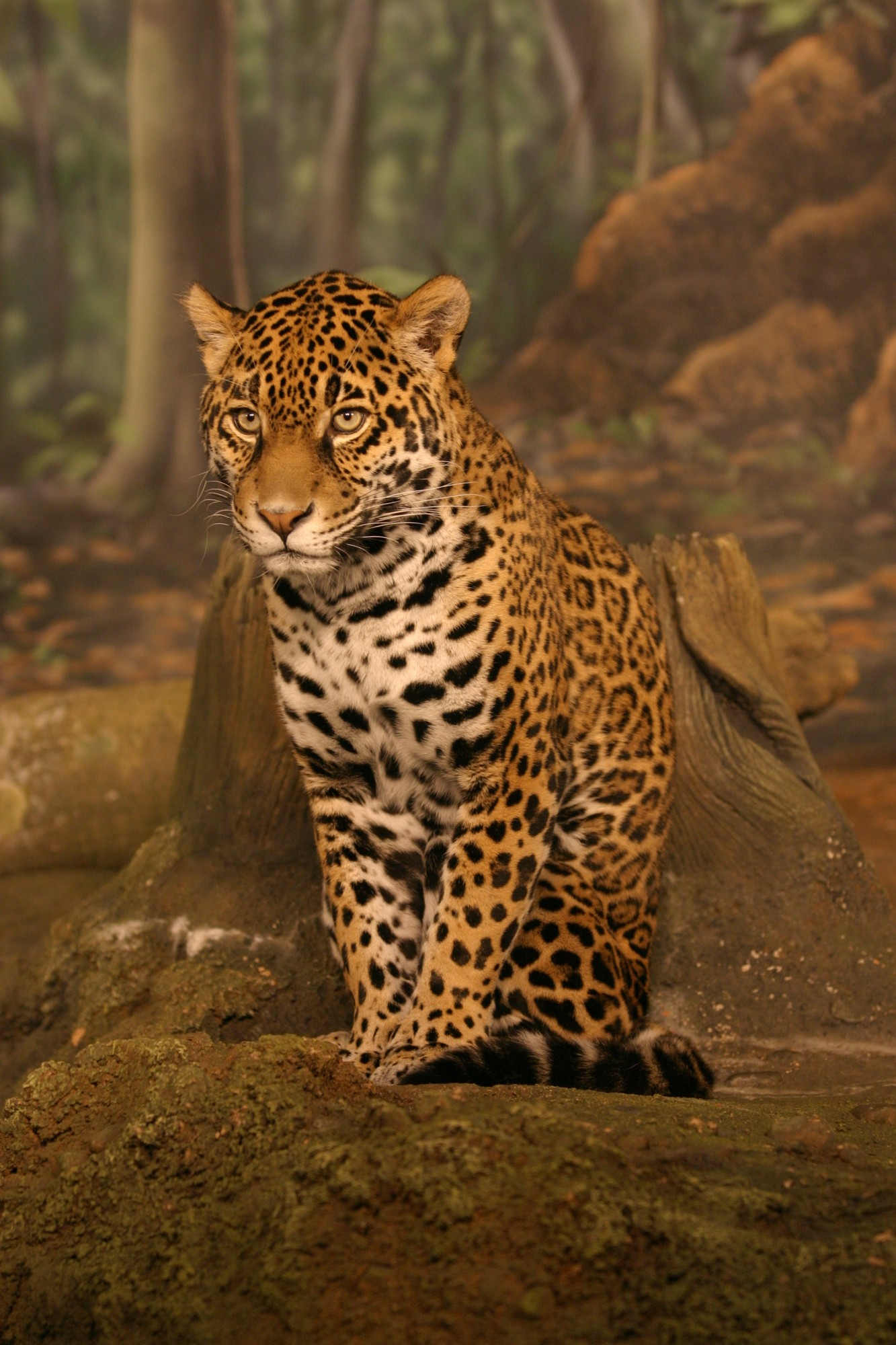
Un jaguar als Milwaukee County Zoological Gardens

El nom «jaguar» prové d'una de les llengües tupí-guaraní, presumiblement la llengua comercial amazònica tupinambá, a través del portuguès jaguar. El mot tupí yaguara, ‘fera’, que de vegades es tradueix com a ‘gos', s'utilitza per qualsevol mamífer carnívor; el terme específic pel jaguar era yaguareté, on el sufix -eté significa ‘real’ o ‘autèntic’.
El primer component del seu nom taxonòmic, Panthera, és un terme llatí derivat del mot grec per dir «lleopard», πάνθηρ, l'espècie tipus del gènere. S'ha dit que aquest mot deriva de παν- ‘tot’ i θήρ ‘bèstia’, tot i que podria tractar-se d'una etimologia popular—podria ser que en última instància tingués un origen sànscrit, de pundarikam, el mot sànscrit per dir «tigre».
Onca és el terme portuguès, castellà i català, amb la ce trencada substituïda per raons tipogràfiques, però que en català es fa servir més habitualment per al lleopard de les neus, Uncia uncia. Deriva del llatí lyncea, ‘linx’, amb la lletra ela confosa amb l'article definit (italià lonza, antic francès l'once).
A molts països de Centre-amèrica i Sud-amèrica, el fèlid és anomenat el tigre.

## Taxonomia
El jaguar, Panthera onca, és l'únic membre vivent del gènere Panthera al Nou Món. Les proves d'ADN indiquen que el lleó, el tigre, el lleopard, el jaguar, la pantera de les neus i la pantera nebulosa comparteixen un avantpassat comú i que aquest grup té una edat d'entre sis i deu milions d'anys; el registre fòssil indica que l'aparició de Panthera es produí fa entre 3,8 i 2 milions d'anys. Estudis filogenètics generalment han demostrat que la pantera nebulosa (Neofelis nebulosa) és basal a aquest grup. La posició de les espècies restants varia entre estudis i a la pràctica roman sense resoldre.
Basant-se en proves morfològiques, el zoòleg britànic Reginald Pocock arribà a la conclusió que el parent més proper del jaguar és el lleopard. Tanmateix, les proves d'ADN són inconclusives i la posició del jaguar amb relació a altres espècies varia d'un estudi a l'altre. Fòssils d'espècies extintes de Panthera, com ara el jaguar europeu (Panthera gombaszoegensis) i el lleó americà (Panthera atrox), presenten característiques pròpies tant del lleó com del jaguar. L'anàlisi de l'ADN mitocondrial indica que el llinatge de l'espècie es remunta a entre fa 510.000 i fa 280.000 anys, més tard del que suggereix el registre fòssil.

### Variació geogràfica

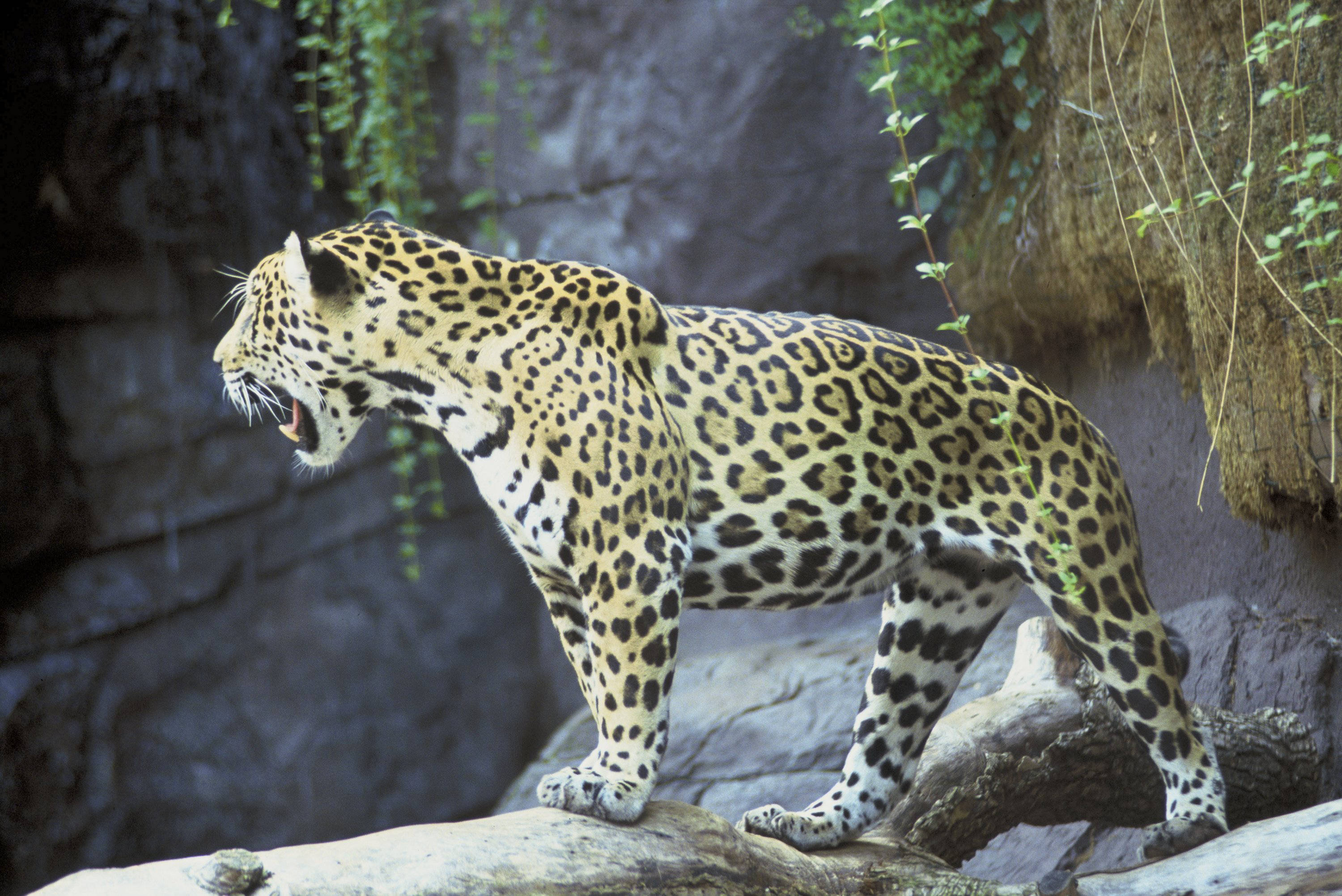
Tot i que s'han reconegut nombroses subespècies de jaguar, les investigacions recents suggereixen que només n'hi ha tres. Les barreres geogràfiques, com ara el riu Amazones, limiten el flux gènic en el si de l'espècie.

L'última delineació taxonòmica de les subespècies de jaguar fou feta per Pocock el 1939. Basant-se en els orígens geogràfics i la morfologia cranial, en reconegué vuit subespècies. Tanmateix, no disposava de prou espècies per avaluar de manera crítica totes les subespècies i mostrà els seus dubtes sobre l'estatus d'algunes d'elles. Una avaluació posterior del seu treball suggerí que només s'haurien de reconèixer tres subespècies.
Estudis recents tampoc no han aconseguit trobar proves que donin suport a subespècies ben definides i ja no se'n reconeix. Larson (1997) estudià la variació morfològica en el jaguar i demostrà que hi ha una variació nord-sud clinal, però també que la diferenciació dins les presumptes subespècies és més gran que la que hi ha entre elles i que per tant no recolza una subdivisió en subespècies. Un estudi genètic d'Eizirik i col·laboradors el 2001 confirmà l'absència d'una estructura subespecífica geogràfica clara, tot i que trobaren que les grans barreres geogràfiques, com ara el riu Amazones, limiten l'intercanvi de gens entre les diferents poblacions. Un estudi posterior més detallat confirmà l'estructura poblacional predita entre els jaguars de Colòmbia.
Les divisions subespecífiques de Pocock encara es fan servir habitualment en descripcions generals del fèlid. Seymour les agrupà en tres subespècies.
1. P. o. onca: Veneçuela i l'àrea de l'Amazones.
  - P. o. peruviana (jaguar peruà): costes del Perú.
2. P. o. hernandesii (jaguar mexicà): l'oest de Mèxic.
  - P. o. centralis (jaguar centreamericà): des del Salvador fins a Colòmbia
  - P. o. arizonensis (jaguar d'Arizona): des del sud d'Arizona fins a Sonora (Mèxic).
  - P. o. veraecruscis: des del centre de Texas fins al sud-est de Mèxic.
  - P. o. goldmani (jaguar de Goldman): des de la Península del Yucatán fins a Belize i Guatemala.
3. P. o. palustris (la subespècie més grossa, amb un pes de més de 135 kg):[25] les regions de Pantanal del Mato Grosso i el Mato Grosso do Sul (Brasil), al llarg del riu Paraguai fins al Paraguai i possiblement el nord-est de l'Argentina.

Mammal Species of the World continua reconeixent-ne nou: les vuit descrites anteriorment i P. o. paraguensis. L'espècie P. onca també té dues subespècies extintes: P. o. augusta i P. o. mesembrina, ambdues del Plistocè de les Amèriques des de Xile fins al nord dels Estats Units.

## Biologia i comportament

### Característiques físiques
El jaguar és un animal compacte i musculat. Hi ha variacions significatives en la mida: el pes sol ser d'entre 56 i 96 quilograms. S'han observat mascles més grossos, de fins a 158 quilograms (aproximadament com una tigressa o una lleona) i els més petits tenen un pes extremament baix de 36 quilograms. Les femelles solen ser un 10-20% més petites que els mascles. La llargada del fèlid és d'entre 112 i 185 centímetres i la cua pot afegir uns 45-75 centímetres més. Mesura uns 63-76 centímetres d'alçada a l'espatlla.

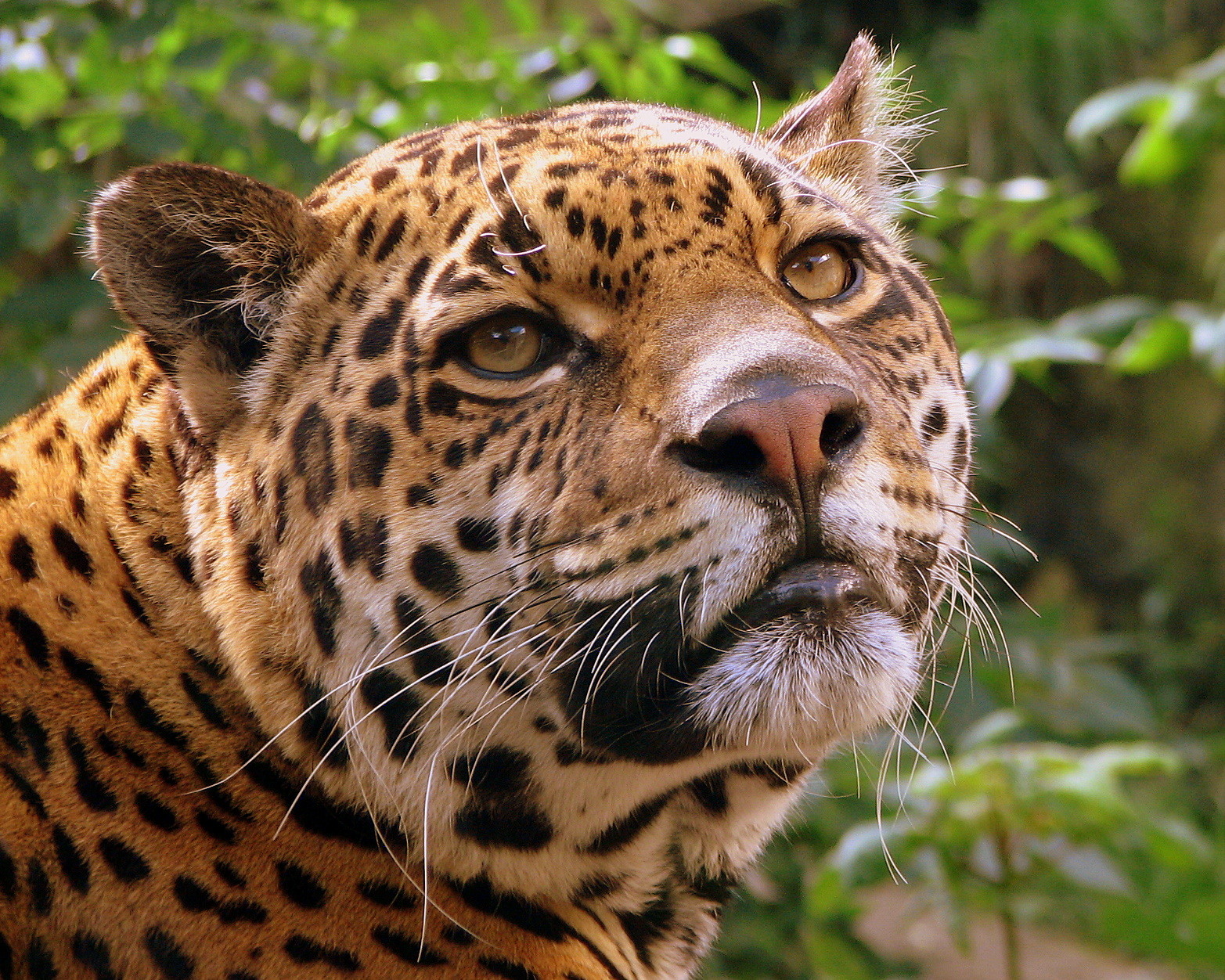
El jaguar té el cap robust i una mandíbula extremament potent. La mida dels jaguars tendeix a augmentar com més al sud es trobin.

S'han observat més variacions de la mida en diferents regions i hàbitats i la mida tendeix a augmentar de nord a sud. Un estudi del jaguar a la Reserva de la Biosfera de Chamela-Cuixmala, a la costa mexicana del Pacífic, trobà un pes de només 30-50 quilograms, aproximadament la mida del puma. En canvi, un estudi del jaguar a la regió brasilera del Pantanal trobà un pes mitjà de 100 quilograms i un pes de 135 quilograms o més no és rar en mascles vells. Els jaguars de bosc sovint són més foscos i considerablement més petits que els que viuen en àrees obertes (el Pantanal és una conca de zones humides oberta), possiblement a causa del menor nombre de grans preses herbívores a les zones boscoses.
L'estructura curta i robusta de les seves estructures fa que el jaguar sigui hàbil a l'hora d'escalar, arrossegar-se i nedar. El cap és robust i la mandíbula extremament potent. S'ha suggerit que el jaguar té la mossegada més potent de tots els fèlids i la segona més potent de tots els mamífers; aquesta potència és una adaptació que permet al jaguar perforar les closques de tortuga. Un estudi comparatiu de la potència de mossegada ajustada segons la mida corporal el situà com a primer dels fèlids, juntament amb la pantera nebulosa i per davant del lleó i el tigre. S'ha dit que «un jaguar individual pot arrossegar un toro de 360 kg amb la mandíbula i polvoritzar els ossos més pesants». El jaguar caça animals salvatges que pesen fins a 300 quilograms dins la densa selva, de manera que el seu físic curt i robust és una adaptació a les seves preses i el seu medi.

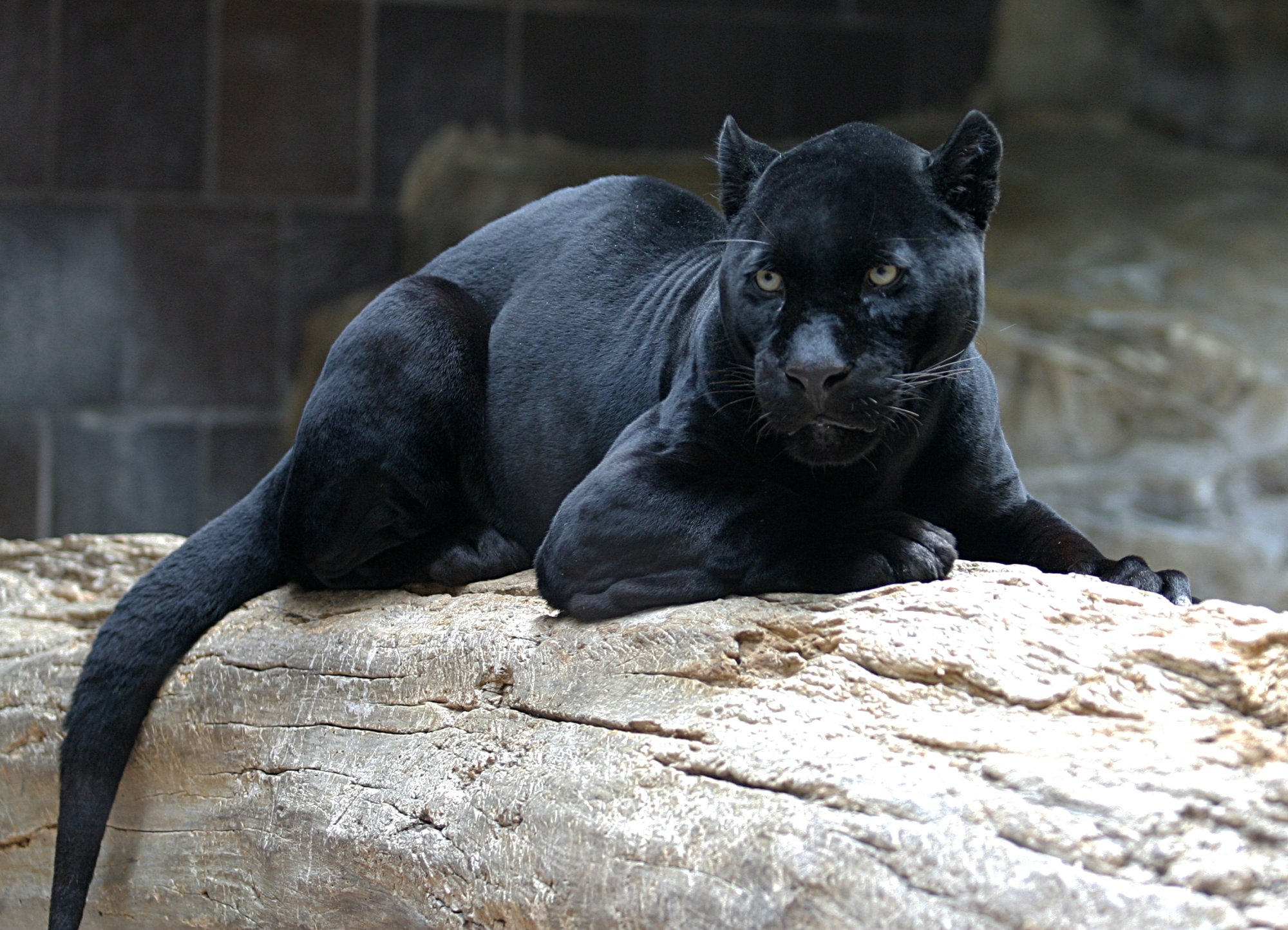
Jaguar amb melanisme al Zoo Henry Doorly. El melanisme és el resultat d'un al·lel dominant relativament rar en els jaguars.

El pelatge basal del jaguar sol ser d'un groc lleonat, però pot ser marró vermellós o negre. Aquest fèlid està cobert de rossetes per camuflar-se al seu hàbitat selvàtic. Les taques poden variar al llarg d'un mateix pelatge i entre diferents jaguars: les rossetes poden incloure una o més taques i la forma de les taques varia. Les taques del cap i el coll són generalment sòlides, igual que les de la cua, on es poden unir per formar una banda. La regió ventral, el coll i la superfície exterior de les potes i els flancs inferiors són blancs.
A l'espècie s'hi dona una condició coneguda com a melanisme. La forma amb melanisme és menys comuna que la tacada (es dona en aproximadament un 6% de la població) i és el resultat d'un al·lel dominant. Els jaguars amb melanisme semblen totalment negres, tot i que les taques romanen visibles si se'ls mira de prop. Els jaguars amb melanisme són coneguts informalment com a panteres negres, però no són una espècie distinta. Igual que en els altres grans fèlids, en rares ocasions apareixen individus albins, anomenats panteres blanques.
Tot i que el jaguar s'assembla molt al lleopard, és més robust i pesant i resulta fàcil distingir ambdós animals per les seves rossetes: les rossetes del pelatge d'un jaguar són més grans, menors en nombre, solen ser més fosques i tenen línies més gruixudes i taques petites al centre que el lleopard no té. El jaguar també té un cap més arrodonit i unes potes més curtes i robustes que el lleopard.

### Reproducció i cicle vital
Les femelles assoleixen la maduresa sexual aproximadament als dos anys i els mascles als tres o quatre anys. Es creu que, en estat salvatge, aquest fèlid s'aparella durant tot l'any, tot i que els naixements poden augmentar quan les preses són abundants. La investigació sobre jaguars mascles en captivitat recolza la hipòtesi que s'aparellen durant tot l'any, sense variacions estacionals en les característiques del semen i la qualitat ejaculatòria; també hi ha hagut un èxit reproductiu reduït en captivitat. L'estre de la femella dura 6-17 dies d'un cicle complet de 37 dies i les femelles indiquen que són fèrtils amb marques odoríferes urinàries i una major vocalització. Durant el festeig, ambdós sexes cobreixen territoris més amples del que és habitual.

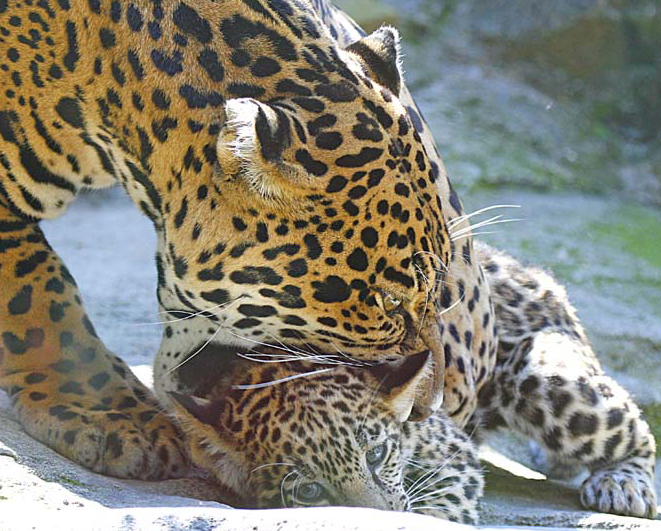
Una mare a punt d'agafar la cria pel clatell.

Les parelles se separen després del coit i les femelles proporcionen tota la cura materna. El període de gestació dura 93-105 dies; les femelles donen a llum fins a quatre cries, però el més habitual són dues. La mare no tolera la presència de mascles després del naixement de les cries, a causa del risc de canibalisme dels infants; aquest comportament també s'observa en el tigre.
Les cries neixen cegues i comencen a veure-hi després de dues setmanes. Els cadells són deslletats a l'edat de tres mesos, però romanen al cau on han nascut durant sis mesos abans de sortir-ne per acompanyar la mare quan va de caça. Romanen en companyia de la mare durant un o dos anys abans d'abandonar-la per fer-se el seu propi territori. Al principi, els mascles són nòmades, enfrontant-se amb exemplars més vells fins que aconsegueixen fer-se un territori. S'estima la longevitat típica en llibertat en uns 12-15 anys; en captivitat, el jaguar viu fins a 23 anys, cosa que el situa entre els fèlids més longeus.

### Activitat social
Com la majoria de fèlids, el jaguar és solitari, excepte en els grups mare-cadell. En general, els adults només es troben pel festeig i l'aparellament (tot i que hi ha hagut casos anecdòtics de socialització fora d'aquest marc) i es fan territoris grans. Els territoris de les femelles, que mesuren entre 25 i 40 quilòmetres quadrats, es poden encavalcar, però els animals se solen evitar entre ells. Els territoris dels mascles cobreixen aproximadament el doble de superfície, amb una mida que varia segons la disponibilitat de preses i espai i no s'encavalquen. Es fan servir esgarrapades, orina i fems per marcar territori.
Com els altres grans fèlids, el jaguar és capaç de rugir (el mascle, més fort) i ho fa per foragitar els competidors pel territori i les femelles; en estat salvatge s'han observat sessions intenses de crides i contracrides entre individus. El seu rugit sol assemblar-se a una tos repetitiva i també poden vocalitzar miols i grunyits. Es produeixen combats entre mascles per les femelles, però és quelcom de rar i en estat salvatge s'ha observat una tendència a evitar els enfrontaments. Quan passa, el conflicte sol ser per territori: el territori d'un mascle pot cobrir el de dues o tres femelles i no tolerarà intrusions d'altres mascles.
Sovint es descriu el jaguar com a animal nocturn, però més específicament és crepuscular (té el pic d'activitat a l'alba i la posta de sol). Ambdós sexes cacen, però els mascles es mouen més que les femelles, en consonància amb el seu territori més gran. El jaguar pot caçar de dia si hi ha preses disponibles i és un fèlid relativament energètic, car passa fins a un 50-60% del temps actiu. La naturalesa del jaguar i la inaccessibilitat de gran part del seu hàbitat preferit fan que sigui un animal difícil d'observar i encara més d'estudiar.

### Caça i dieta

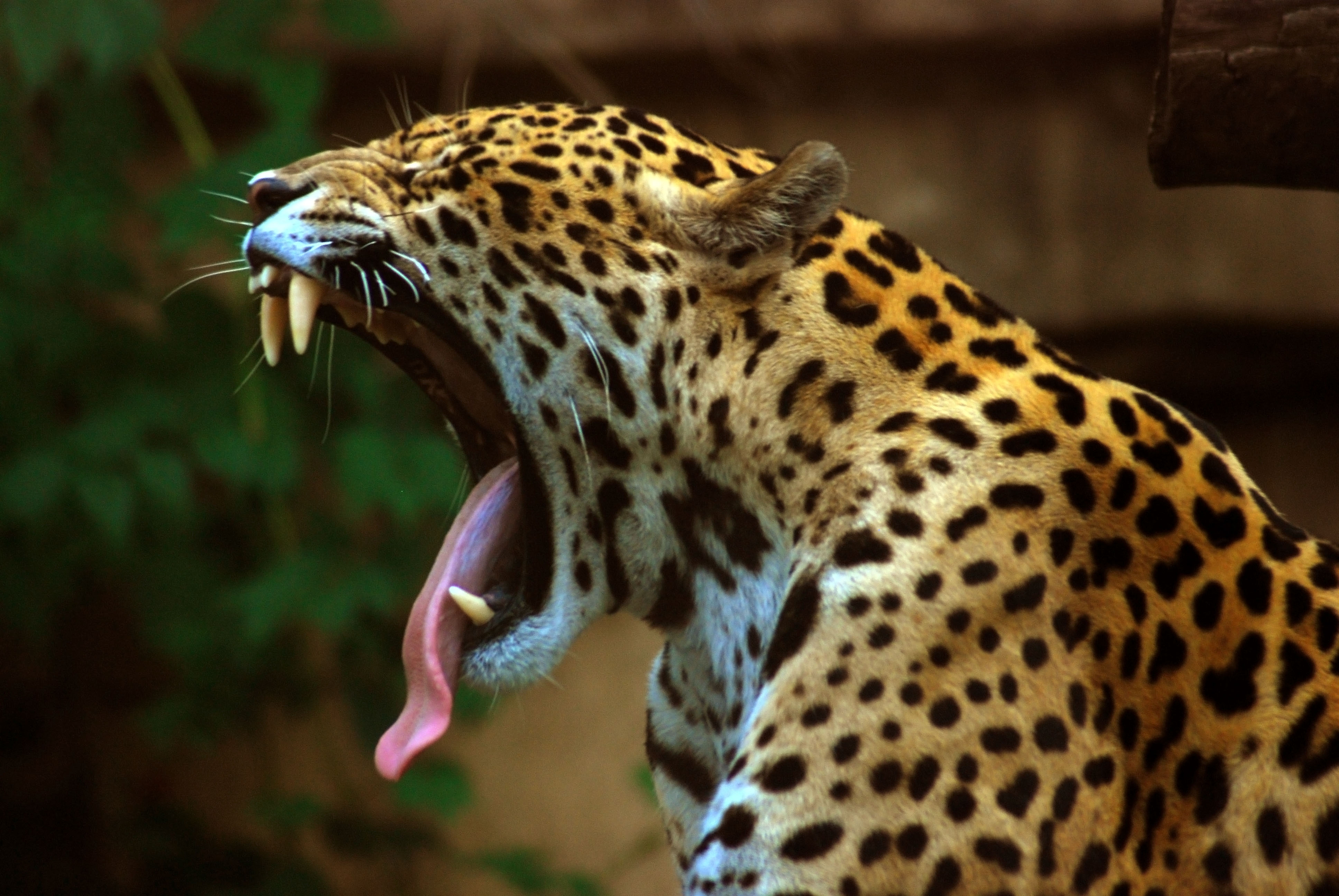
El jaguar té una mossegada excepcionalment potent, fins i tot en relació als altres grans fèlids. És una adaptació que li permet perforar les closques dels rèptils cuirassats.

Com tots els fèlids, el jaguar és un carnívor estricte, és a dir, s'alimenta únicament de carn. És un caçador oportunista i la seva dieta inclou 87 espècies. El jaguar prefereix les preses grans i caça cérvols, capibares, tapirs, pècaris, gossos, guineus i a vegades fins i tot anacondes i caimans. Tanmateix, també es menja les espècies petites que pugui caçar, incloent-hi granotes, ratolins, ocells, peixos, peresosos, micos i tortugues; un estudi dut a terme a la Reserva Natural de la Conca Cockscomb de Belize, per exemple, revelà que els jaguars que hi vivien tenien una dieta composta principalment d'armadillos i paques. Alguns jaguars també ataquen bestiar, incloent-hi bous i cavalls adults.
Tot i que el jaguar fa servir la tècnica de mossegada profunda al coll i asfíxia típica del gènere Panthera, prefereix un mètode de matar únic entre els fèlids: perfora directament els ossos temporals del crani entre les orelles de les preses (especialment el capibara) amb els seus ullals, perforant el cervell. Això podria ser una adaptació per obrir la closca de les tortugues; després de les extincions del Plistocè superior, els rèptils cuirassats com ara les tortugues haurien format una base de preses abundant pel jaguar. La mossegada al crani es fa servir amb els mamífers en particular; amb rèptils com ara els caimans, el jaguar pot saltar a l'esquena de la presa i ferir-li les vèrtebres cervicals, immobilitzant-la. Tot i que és capaç de trencar la closca de les tortugues, el jaguar pot simplement ficar la pota dins la closca i extreure'n la carn. Amb preses com els gossos, una urpada per esclafar-los el crani pot resultar suficient.
El jaguar és més aviat un predador de parar emboscades que de persecució. El fèlid camina sigil·losament per camins de bosc, escoltant i assetjant la presa abans de llançar-se-li a sobre o parar-li una emboscada. El jaguar ataca des de la cobertura i habitualment des d'un punt cec de l'objectiu amb un salt ràpid; les capacitats d'emboscada d'aquesta espècie són considerades gairebé sense parangó al món animal tant pels indígenes com pels investigadors de camp i són probablement un producte del seu paper com a depredador alfa en diversos medis diferents. L'emboscada pot incloure saltar dins l'aigua per perseguir la presa, car el jaguar és prou capaç de portar una presa gran nedant; la seva força és tal que pot portar cadàvers tan grans com el d'una vaqueta a dalt d'un arbre per evitar el nivell d'inundació.
Després de matar la presa, el jaguar arrossega el cadàver a un arbust o un altre indret amagat. Comença a menjar-se el coll i el pit, en lloc de la part central. Consumeix el cor i els pulmons i després les espatlles. S'estima la necessitat alimentària d'un exemplar de 34 quilograms, a l'extrem inferior del ventall de pesos de l'espècie, en 1,4 quilograms al dia. Per animals en captivitat d'entre 50 i 60 quilograms, es recomanen més de dos quilograms de carn diaris. En llibertat, el consum és naturalment més erràtic; els fèlids salvatges gasten una energia considerable per capturar i matar la presa i poden consumir fins a 25 quilograms de carn d'una vegada i després passar períodes de fam. A diferències de les altres espècies del gènere Panthera, els jaguars rarament ataquen els humans. La majoria dels rars casos en què un jaguar ha atacat humans demostren que el jaguar en qüestió és o bé vell, amb les dents danyades, o bé ferit. A vegades, si s'espanten, els jaguars en captivitat poden donar una urpada als empleats del zoo.

## Ecologia

### Distribució i hàbitat

El jaguar pot viure en una varietat d'hàbitats boscosos i oberts, però està estretament relacionat amb la presència d'aigua.

S'ha atestat la presència del jaguar en el registre fòssil des de fa dos milions d'anys, i ha estat un fèlid americà des que travessà el pont de terra de Bering durant el Plistocè; l'avantpassat immediat dels animals moderns és Panthera onca augusta, que era més gros que el fèlid actual. La seva distribució actual s'estén des de Mèxic, a través d'Amèrica Central i fins a Sud-amèrica, incloent-hi la majoria del Brasil amazònic. Els països inclosos en aquesta distribució són l'Argentina, Belize, Bolívia, el Brasil, Colòmbia, Costa Rica (particularment a la Península d'Osa), l'Equador, la Guaiana Francesa, Guatemala, la Guaiana, Hondures, Mèxic, Nicaragua, Panamà, el Paraguai, el Perú, Surinam, els Estats Units i Veneçuela. El jaguar està actualment extingit al Salvador i l'Uruguai. Viu als 400 km² de la Reserva Natural de la Conca Cockscomb de Belize, els 5.300 km² de la Reserva de la Biosfera de Sian Ka'an a Mèxic, els aproximadament 15.000 km² del Parc Nacional de Manú al Perú, els aproximadament 26.000 km² del Parc Nacional del Xingu al Brasil i nombroses altres reserves arreu del seu àmbit de distribució.
La inclusió dels Estats Units en aquesta llista es basa en observacions ocasionals al sud-oest, particularment a Arizona, Nou Mèxic i Texas. A principis de la dècada del 1900, la distribució del jaguar s'estenia tan al nord com el Gran Canyó i tan a l'oest com la Califòrnia del Sud. El jaguar és una espècie protegida als Estats Units sota l'Endangered Species Act, cosa que ha aturat la caça de l'animal pel seu pelatge. El 2004, agents de medi ambient a Arizona fotografiaren i documentaren jaguars a la part meridional de l'estat. Perquè pugui prosperar una població permanent, cal protecció de la caça, una base de preses adequada i connectivitat amb les poblacions mexicanes. El 25 de febrer del 2009, es capturà un jaguar d'uns 54 kg, se li posà un collar ràdio i se l'alliberà en una àrea al sud-oest de Tucson (Arizona); que és més al nord del que s'havia pensat anteriorment i representa un senyal que hi podria haver una població reproductiva permanent de jaguars al sud d'Arizona. Més endavant es confirmà que l'animal és el mateix mascle (conegut com a Macho B) que havia estat fotografiat el 2004 i que aleshores era el jaguar més vell conegut en llibertat (aproximadament 15 anys). El dilluns 2 de març del 2009, Macho B, l'únic jaguar observat als Estats Units des de feia més d'una dècada, fou recapturat i sacrificat després que es descobrís que patia una fallida renal.
La finalització de la barrera Estats Units-Mèxic, tal com es proposa actualment, reduirà la viabilitat de qualsevol població que es trobi actualment als Estats Units, reduint el flux gènic amb les poblacions mexicanes i evitarà qualsevol expansió cap al nord de l'espècie.
La distribució històrica de l'espècie incloïa gran part de la meitat meridional dels Estats Units i cap al sud s'estenia molt més lluny, cobrint la majoria del continent sud-americà. En total, la seva distribució boreal ha retrocedit 1.000 quilòmetres cap al sud i la seva distribució austral ha retrocedit 2.000 quilòmetres cap al nord. S'han descobert fòssils de jaguar de l'edat glacial als Estats Units, d'entre fa 40.000 i 11.500 anys, incloent-hi alguns tan al nord com Missouri. Les proves fòssils mostren jaguars de fins a 190 kg, molt més grossos que la mitjana actual de l'animal.
L'hàbitat del fèlid inclou les selves pluvials de Sud-amèrica i Central, zones humides obertes i estacionalment inundades i herbassars secs. D'entre aquests hàbitats, el jaguar prefereix el bosc dens; aquest fèlid ha perdut terreny més ràpidament a les regions més seques, com ara les pampes argentines, els herbassars àrids de Mèxic i el sud-oest dels Estats Units. Aquest fèlid pot viure en boscos tropicals, subtropicals i caducifolis secs (incloent-hi, històricament, rouredes dels Estats Units). El jaguar està estretament relacionat amb l'aigua i sovint prefereix viure al costat de rius, aiguamolls i en jungla densa amb molta vegetació per assetjar les preses. S'han trobat jaguars a altituds de fins a 3.800 m, però solen evitar els boscos de montana i no viuen ni a l'altiplà del centre de Mèxic ni als Andes.

### Paper ecològic
El jaguar adult és un depredador alfa, és a dir, es troba a la cúspide de la seva xarxa tròfica i no té depredadors en estat salvatge. El jaguar també ha estat qualificat d'espècie clau, car se suposa que els fèlids alfa mantenen la integritat estructural dels sistemes boscosos mitjançant el control dels nivells poblacions de preses com ara mamífers herbívors i granívors. Tanmateix, resulta difícil determinar amb precisió l'efecte que tenen espècies com el jaguar sobre els ecosistemes, car cal comparar informacions de regions d'on l'espècie és absent i dels seus hàbitats actuals, tenint en compte els efectes de l'activitat humana. Existeix el consens que les poblacions de preses de mida mitjana augmenten quan no hi ha depredadors alfa i s'ha suggerit que això podria tenir efectes negatius en cascada. Tanmateix, el treball de camp ha mostrat que podrien ser variacions naturals i que els increments de població podrien no ser sostinguts. Per tant, la hipòtesi dels predadors clau no té el suport de tots els científics.
El jaguar també té efecte sobre altres depredadors. El jaguar i el puma, el segon fèlid més gros de les Amèriques, sovint són simpàtrics (espècies properes amb territoris que s'encavalquen) i sovint se'ls ha estudiat conjuntament. Allà on és simpàtric amb el jaguar, el puma és més petit del normal i més petit que els jaguars locals. El jaguar tendeix a capturar preses més grosses i el puma més petites, reduint la mida d'aquest últim. Aquesta situació pot resultar avantatjosa pel puma. El seu ventall de preses més ample, incloent-hi la seva capacitat de capturar preses més petites, podria donar-li un avantatge en paisatges alterats per la mà humana; tot i que ambdós són classificats com a espècies gairebé amenaçades, el puma té una distribució força més extensa.

## Estat de conservació

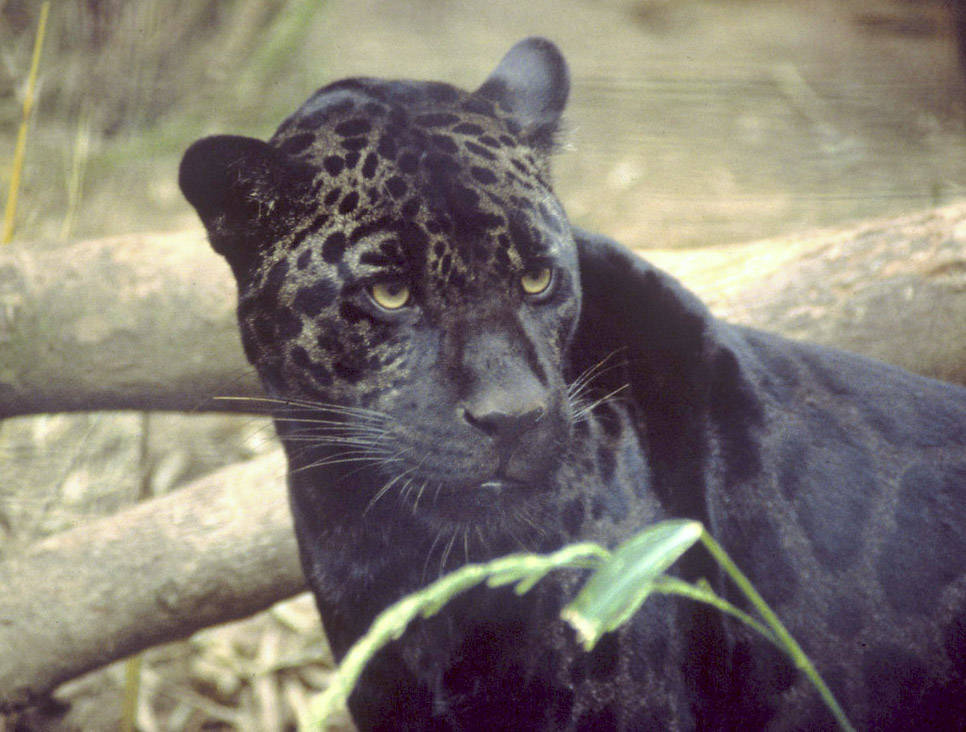
Un jaguar amb melanisme

Les poblacions de jaguar es troben actualment en declivi. L'animal és considerat gairebé amenaçat per la Unió Internacional per a la Conservació de la Natura i els Recursos Naturals, cosa que vol dir que podria estar amenaçat d'extinció al futur pròxim. La pèrdua de parts del seu àmbit de distribució, incloent-hi la seva pràctica eliminació de les seves àrees històriques al nord, així com la fragmentació creixent de la distribució que li queda, ha contribuït a aquest estatus. A la dècada del 1960 hi hagué declivis significatius, amb més de 15.000 pells de jaguar tretes de l'Amazònia brasilera cada any; la Convenció sobre el Comerç Internacional d'Espècies Amenaçades de la Fauna i Flora Salvatges (CITES) del 1973 conduí a un declivi dràstic del comerç de pells. Treballs detallats fets sota els auspicis de la Wildlife Conservation Society revelen que l'animal ha perdut el 37% de la seva distribució històrica, amb un estatus desconegut en un 17% addicional. Un aspecte més encoratjador fou que la probabilitat de supervivència a llarg termini fou considerada elevada en un 70% de la distribució actual, especialment a la conca de l'Amazones i les regions adjacents del Gran Chaco i el Pantanal.
Els riscs principals pel jaguar inclouen la desforestació arreu del seu hàbitat, una competició creixent pel menjar amb els humans, la caça furtiva, els huracans a la part septentrional de la seva distribució i el comportament de ranxers que sovint maten els fèlids a les zones on aquests cacen bestiar. Estant adaptat a la presa, s'ha demostrat que el jaguar caça bestiar boví com a part important de la seva dieta; mentre que el desembosc de terrenys per crear-hi pastures és un problema per l'espècie, la població de jaguars podria haver augmentat quan s'introduïren els bovins a Sud-amèrica i els fèlids s'aprofitaren de la nova base de preses. Aquesta tendència a caçar bestiar ha conduït els propietaris de ranxos a contractar caçadors de jaguars a temps complet i se sol disparar al fèlid només de veure'l.

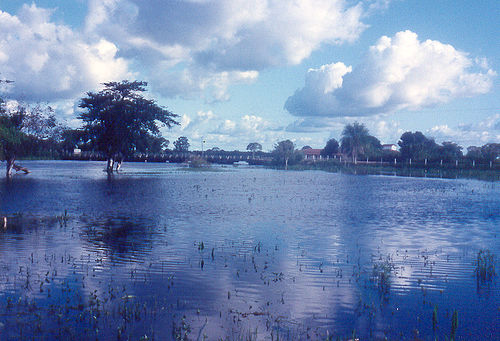
El Pantanal (Brasil), vist aquí inundat, és una part essencial de la distribució del jaguar.

El jaguar és regulat com a espècie de l'Apèndix i del CITES: està prohibida qualsevol forma de comerç internacional en jaguars o les seves parts. Està prohibit caçar jaguars a l'Argentina, Belize, Colòmbia, la Guaiana Francesa, Hondures, Nicaragua, Panamà, el Paraguai, Surinam, els Estats Units (on se'l llista com a amenaçat sota l'Endangered Species Act), l'Uruguai i Veneçuela. La caça de jaguars es restringeix als «animals problemàtics» al Brasil, Costa Rica, Guatemala, Mèxic i el Perú, mentre que la caça de trofeus encara és permesa a Bolívia. L'espècie manca de protecció legal a l'Equador i la Guaiana.
Els esforços de conservació actuals sovint es concentren en educar els propietaris de ranxos i promoure l'ecoturisme. El jaguar és generalment definit com a espècie paraigües —una espècie amb una distribució i unes necessitats d'hàbitat prou amples perquè, si se la protegeix, també estaran protegides nombroses altres espècies amb distribucions més petites. Les espècies paraigües serveixen d'«enllaços mòbils» a escala paisatgística, en el cas del jaguar mitjançant la depredació. Així doncs, les organitzacions ecologistes es concentren en proporcionar un hàbitat viable i connectat pel jaguar, sabent que també se'n beneficiaran altres espècies.
A causa de la inaccessibilitat de gran part de la distribució de l'espècie (particularment l'Amazones central) resulta difícil estimar el nombre de jaguars. Els investigadors se solen concentrar en bioregions concretes, de manera que hi ha poques anàlisis de tota l'espècie. El 1991 s'estimà que en vivien entre 600 i 1.000 (el total més elevat) a Belize. Un any abans, s'estimà que vivien entre 125 i 180 jaguars als 4.000 quilòmetres quadrats de la Reserva de la Biosfera de Calakmul, a Mèxic i uns altres 350 a l'estat de Chiapas. L'adjacent Reserva de la Biosfera Maya de Guatemala, amb una àrea de 15.000 quilòmetres quadrats, podria tenir 465-550 jaguars. Treballs amb telemetria per GPS el 2003 i el 2004 trobaren densitat de només sis o set jaguars per cada 100 quilòmetres quadrats a la regió vital del Pantanal, en comparació amb els deu o onze jaguars estimats amb mètodes tradicionals; això suggereix que els mètodes de mostratge més estesos podrien inflar el nombre real de fèlids.
El 7 de gener del 2008, el director del Servei de Pesca i Vida Silvestre dels Estats Units H. Dale Hall aprovà una decisió sense precedents de l'administració de George W. Bush d'abandonar la recuperació del jaguar com a objectiu prioritari sota l'Endangered Species Act. La decisió és la primera d'aquest tipus en la història de l'Endangered Species Act. Alguns crítics de la decisió afirmen que s'està sacrificant el jaguar pel nou mur fronterer del govern, que ha de ser construït al llarg de molts dels passos habituals del fèlid entre els Estats Units i Mèxic.
En el passat, la conservació dels jaguars es feia a vegades per mitjà de la protecció de zones sensibles de jaguars. Aquestes zones sensibles eren considerades com a Unitats de Conservació de Jaguars i eren àrees grans poblades per uns 50 jaguars. Tanmateix, alguns investigadors determinaren recentment que, per tal d'assegurar que el patrimoni gènic es comparteixi prou per mantenir l'espècie, era important que els jaguars estiguessin interconnectats. A aquests efectes, s'ha iniciat un nou projecte, el Paseo del Jaguar, per connectar les zones calentes de jaguars.

## Aspecte mitològic i cultural

### Amèrica precolombina

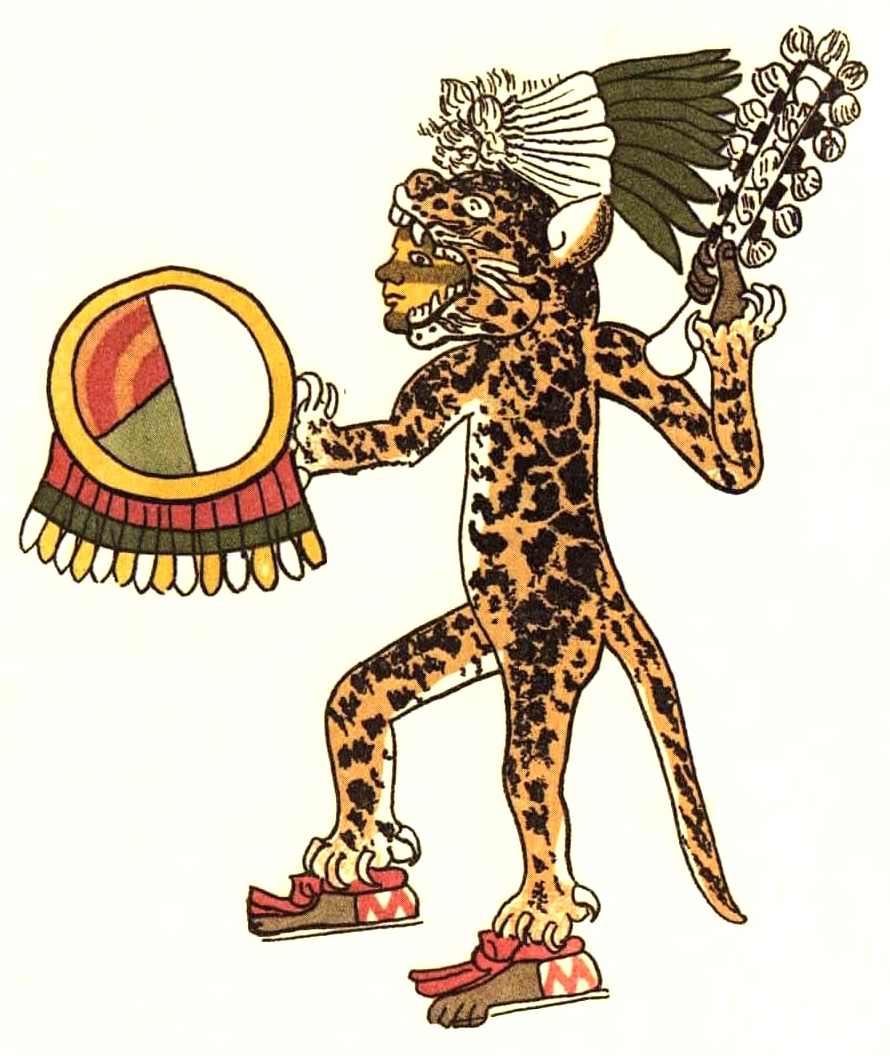
Guerrer jaguar a la cultura asteca

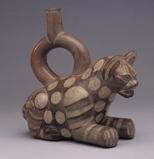
Jaguar mochica, 300 dC. Museu Larco de Lima (Perú).

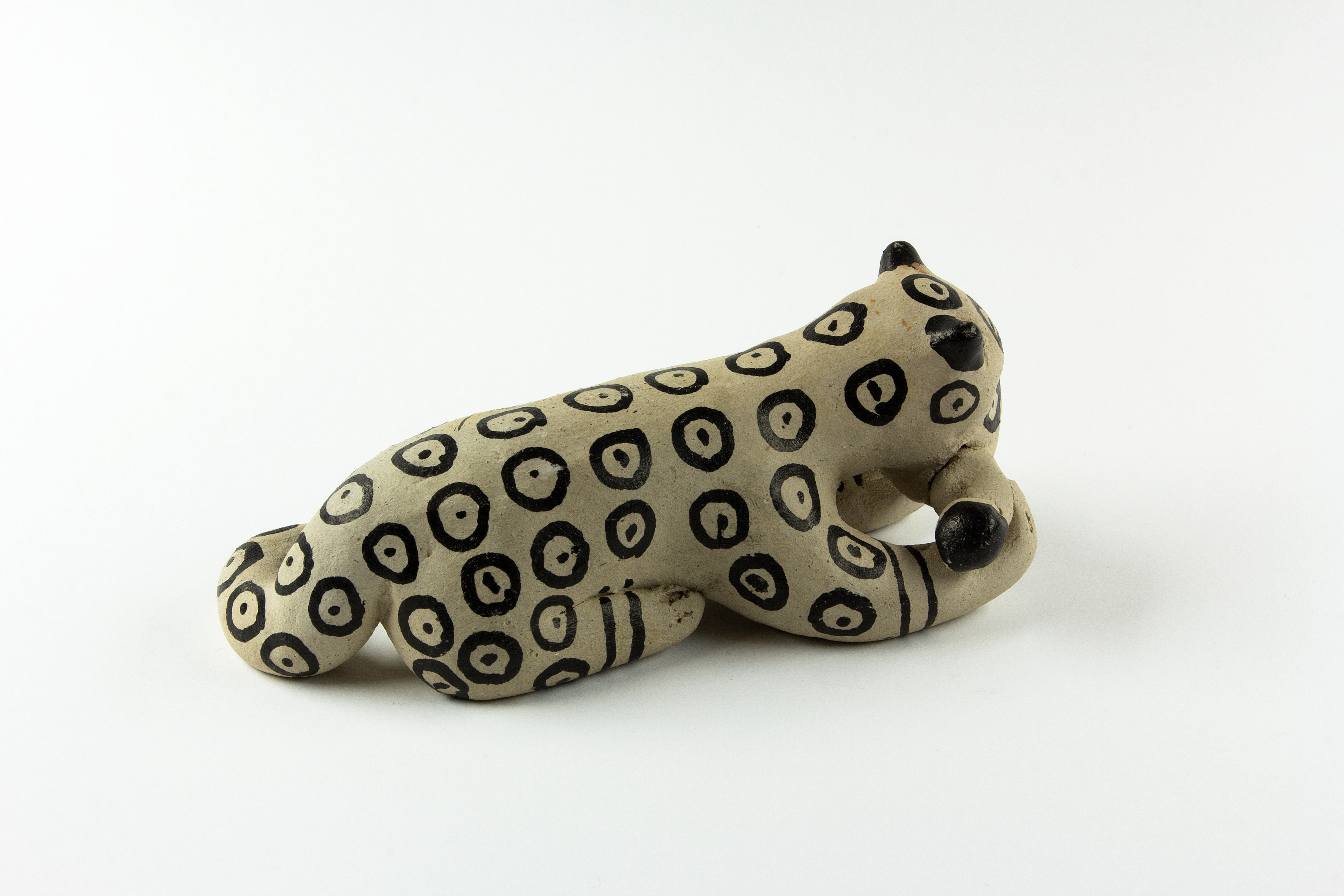
Figura karajà

A la Meso-amèrica i la Sud-amèrica precolombines, el jaguar ha estat des de fa molt un símbol de poder i força. Entre les cultures andines, un culte al jaguar disseminat per la primerenca cultura chavín fou acceptat a gran part del que avui en dia és Perú el 900 dC. La posterior cultura mochica del nord del Perú utilitzava el jaguar com a símbol de poder en moltes de les seves ceràmiques.
A Centreamèrica, els olmeques (una cultura primerenca i influent de la regió de la costa del Golf, més o menys contemporània amb la cultura chavín) desenvolupà un motiu distint d'homes jaguar per les escultures i les figuretes, amb jaguars estilitzats o humans amb característiques de jaguar. A la posterior civilització maia, es creia que el jaguar facilitava la comunicació entre els vius i els morts i que protegia la casa reial. Els maies veien aquests fèlids potents com els seus companys al món espiritual i alguns governants maies tenien un nom que incloïa el mot maia per dir «jaguar» (b'alam en la majoria de llengües maienses). La civilització asteca compartia aquesta imatge del jaguar com a representant del governant i com a guerrer. Els asteques formaren una classe de guerrers d'elit coneguts com a guerrers jaguar. A la mitologia asteca, es considerava que el jaguar era l'animal tòtem del poderós déu Tezcatlipoca.

### Animal nacional del Brasil
El jaguar és un símbol nacional del Brasil. El jaguar sempre ha estat molt important al Brasil, on els pobles indígenes n'utilitzaven el greix. Creien que els donaria coratge, com si fos màgic. També fregaven el greix al cos dels nois per fer-los forts i protegir-los del mal.

### Cultura contemporània
El jaguar i el seu nom són àmpliament utilitzats com a símbol a la cultura contemporània. És l'animal nacional de la Guaiana i apareix al seu escut d'armes. La bandera del Departament de l'Amazones, un departament de Colòmbia, mostra la silueta negra d'un jaguar que salta cap a un caçador.
Té un ús ampli com a nom de producte, sent el cas més destacat el d'una marca de cotxes de luxe. El nom ha estat adoptat per equips d'esports, incloent-hi els Jacksonville Jaguars de l'NFL i el club de futbol mexicà Jaguares de Chiapas. El grup de rock mexicana guardonada amb un Grammy Jaguares també foren influïts per aquest animal a l'hora de triar el nom de la banda. El timbre de la federació nacional argentina de rugbi té un jaguar; tanmateix, a causa d'un accident històric, la selecció té el sobrenom d'«Els Pumes».
El 1968, el jaguar esdevingué la primera mascota olímpica quan Ciutat de Mèxic fou la seu dels Jocs. Es trià el jaguar per la seva associació amb la zona geogràfica on havia prosperat la cultura maia.